# Givarlais
Givarlais – miejscowość i dawna gmina we Francji, w regionie Owernia-Rodan-Alpy, w departamencie Allier. W dniu 1 stycznia 2016 roku z połączenia trzech ówczesnych gmin – Givarlais, Louroux-Hodement oraz Maillet – powstała nowa gmina Haut-Bocage z siedzibą w Maillet. W 2013 roku populacja Givarlais wynosiła 254 mieszkańców. 